# Guillermo Antón
Guillermo Antón (Tudela, Navarra, 1884 - ?) va ser un ciclista navarrès, que va córrer entre 1912 i 1926. Durant la seva carrera esportiva aconseguí 5 victòries destacant el triomf a la Clàssica als Ports de Guadarrama.

## Palmarès
- 1912
  - 1r al GP Castellano
- 1913
  - 3r a la Volta a Catalunya
- 1916
  - 1r al GP Castellano
- 1919
  - 1r a la Santander-Reinosa-Santander
  - 3r al Campionat d'Espanya en ruta
  - 3r a la Volta a Tarragona
- 1921
  - 3r al Campionat d'Espanya en ruta
- 1924
  - 1r a la Clàssica als Ports de Guadarrama
- 1926
  - 1r al Campionat de Navarra